# Літні Олімпійські ігри 1916
Літні Олімпійські ігри 1916 або VI Літні Олімпійські ігри за рішенням МОК, ухваленим 27 травня 1912 року, мали бути проведені у 1916 році в Берліні, Німеччина. 
У зв'язку з початком Першої світової війни ігри були скасовані. Проте перед іграми був уже готовий новий стадіон в Берліні, будівництво якого розпочалося 1912 року. На стадіоні могли розміститися 16 000 глядачів. Підготовка до Ігор продовжувалась і в 1914 році, адже ніхто не очікував, що війна триватиме так довго.
Незважаючи на те, що шості ігри скасували, наступним Іграм у 1920 році був присвоєний відповідний номер — 7-й.